# Venus Express
De Venus Express is een onbemand ruimtevaartuig dat door de Europese ruimtevaartorganisatie ESA naar de planeet Venus is gezonden.
Venus Express is na Mars Express (sinds december 2003 in een baan rond Mars), de tweede in een serie van missies die ESA uitvoert naar planeten in het zonnestelsel.
Venus Express draaide sinds 11 april 2006 in een omloopbaan rond Venus. Na een fase van baancorrecties en kalibratie van de instrumenten, moest Venus Express onderzoek gaan doen naar de structuur, chemische samenstelling en dynamiek van de atmosfeer. Deze atmosfeer is zeer dicht en bestaat voor het overgrote deel uit koolstofdioxide en wordt gekenmerkt door zeer hoge temperaturen en een zeer hoge druk.
Het oppervlak van Venus is onzichtbaar doordat het altijd schuil gaat onder een zeer dik wolkendek, maar Venus Express zou ook het planeetoppervlak gaan verkennen. Dit gebeurde door te observeren in het infrarood: het wolkendek bleek bepaalde golflengtes in het infrarode bereik door te laten.
Het 1240 kilo wegende ruimtevaartuig is voor ESA ontwikkeld door een consortium van Europese bedrijven onder leiding van EADS Astrium.

## Lancering en vlucht naar Venus
De lancering vond plaats op Bajkonoer in Kazachstan, op 9 november 2005 04.33 uur met een Russische Sojoez-raket voorzien van een 'Fregat' bovenste trap. Na het afstoten van de derde trap bracht een eerste ontbranding van de Fregat het ruimtevaartuig in een cirkelvormige 'parkeerbaan' om de Aarde. 82 minuten later zorgde een tweede ontbranding ervoor dat de ruimtesonde aan haar interplanetaire reis begon. Ruim 1 uur en 36 minuten na de lancering werd het ruimtevaartuig van de Fregat losgekoppeld.
De interplanetaire reis heeft 153 dagen geduurd. De operationele omloopbaan van Venus Express is een 24-urige, sterk elliptische, polaire baan. Het laagste en hoogste punt van de omloopbaan zijn op resp. 250 en 66000 km van de oppervlakte van de planeet.

## Einde missie
De missie van Venus Express eindigde op 28 november 2014 toen de brandstof aan boord opraakte en het contact met de aarde grotendeels werd verloren. De sonde is in de Venusiaanse atmosfeer opgebrand in het begin van 2015.